# جامعة جابر بن حيان الطبية
جامعة جابر بن حيان الطبية هي جامعة حكومية وإحدى أوائل الجامعات التخصصية في العراق حيث أنها تعنى بالعلوم الطبية بأنواعها، تأسست سنة 2014 وقد استحدثت أولى كليتها وهي كلية الطب ثم باقي الكليات الصيدلة، التمريض.
تعتمد الجامعة نظام القبول المركزي المتبع في العراق وحسب الطاقة الاستيعابية ولغة التدريس هي الإنجليزية، تقع الجامعة على الضفة الشرقية لنهر الفرات في الكوفة في محافظة النجف الاشرف.